# Thomas de Savoie-Carignan
Pour les articles homonymes, voir Thomas de Savoie.
 (octobre 2016).
Si vous disposez d'ouvrages ou d'articles de référence ou si vous connaissez des sites web de qualité traitant du thème abordé ici, merci de compléter l'article en donnant les références utiles à sa vérifiabilité et en les liant à la section « Notes et références ».
Thomas Emmanuel Philibert de Savoie, né à Turin le 21 décembre 1596 et mort à Turin le 22 janvier 1656, est prince de Carignan (1620) et comte de Soissons (1641).

## Biographie

### Origines et famille

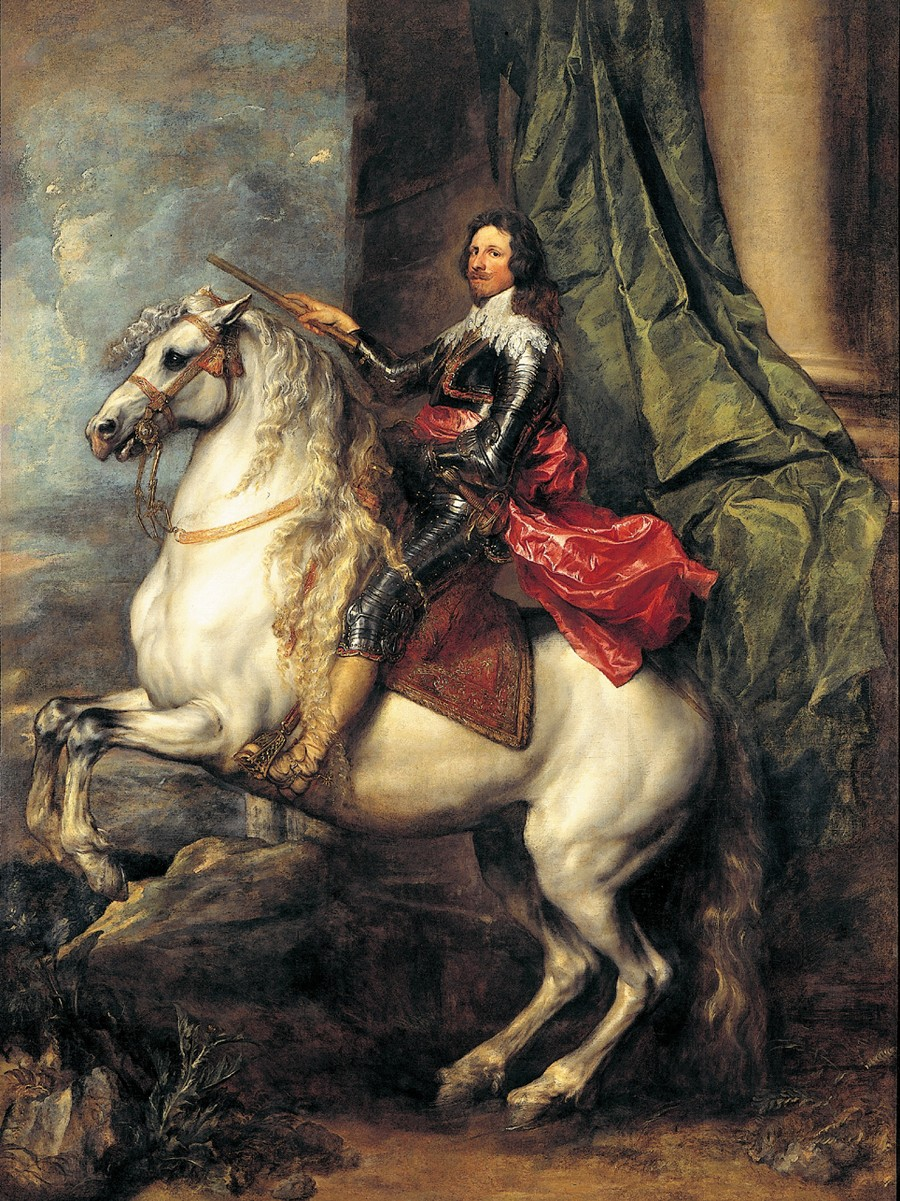
Portrait équestre du Prince Thomas de Savoie
prince de Carignan (1595–1656)
par Antoine van Dyck
Galleria Sabauda, Turin

Thomas Emmanuel Philibert de Savoie est le fils de Charles-Emmanuel Ier le Grand, duc de Savoie et prince de Piémont, et de Catherine-Michelle d'Espagne.
Il est à l'origine de la branche de Savoie-Carignan au sein de la Maison de Savoie. Son père Charles-Emmanuel ayant érigé le fief de Carignan en principauté en 1620, lui conférant le titre de prince.

### Carrière militaire

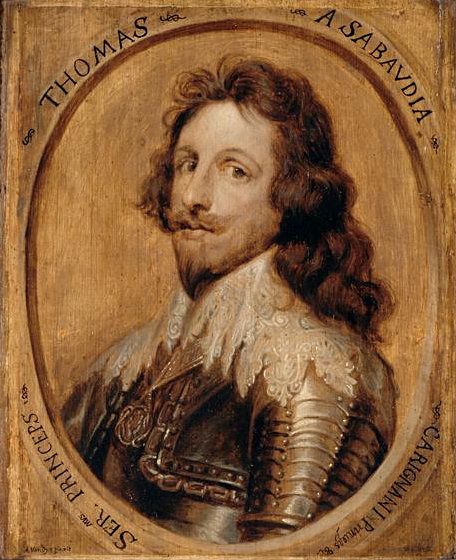
Portrait de Thomas de Savoie, prince de Carignan
par Antoine van Dyck
château de Versailles

Il commande en 1635 les Espagnols contre la France, et perd la bataille d'Avein (1635) contre les maréchaux de Châtillon et de Brézé. Mais en 1636, il participe à l'invasion de la Picardie et à la prise de Corbie, avec Jean de Werth et Ottavio Piccolomini.
En 1638, il bat le maréchal de La Force, et lui fait lever le siège de Saint-Omer.
Son ambition suscite des troubles en Savoie à la mort de son frère aîné Victor-Amédée Ier, car il revendique avec son autre frère Maurice la régence du duché contre la veuve Christine de France, mais le soutien de la France confirme Christine comme régente. Réconcilié avec celle-ci, il se rapproche de la France, qui lui confie une armée en Italie (1642) et eut Turenne sous ses ordres pendant quelque temps. Il est nommé généralissime des armées de France et de Savoie en Italie, mais se révèle à Orbetello un chef médiocre. Mazarin, qui a cependant besoin de lui, lui donne la charge de grand maître de France, après la disgrâce de Condé.
Il meurt à Turin en 1656, dans une expédition entreprise pour secourir le duc de Modène François Ier d'Este, attaqué par les Espagnols.

## Mariage et descendance
Il épousa à Paris le 14 avril 1625 Marie de Bourbon-Condé (1606 † 1692), comtesse de Soissons, fille de Charles de Bourbon, comte de Soissons et de Dreux, et d'Anne de Montafié. Ils eurent :
- Christine-Charlotte (1626 † 1626)
- Louise-Christine (1627 † 1689), marié en 1654 à Ferdinand Maximilian von Baden-Baden (1625 † 1669), et mère de Louis-Guillaume de Bade-Bade (Ludwig Wilhelm von Baden-Baden), margrave de Bade-Bade
- Emmanuel-Philibert (1628 † 1709), prince de Carignan, épouse Angélique-Catherine d'Este (1656-1722)
- Amédée (1629 † jeune)
- Joseph-Emmanuel (1631 † 1656), comte de Soissons
- Ferdinand († 1637)
- Eugène-Maurice (1635 † 1673), comte de Soissons et de Dreux, épouse Olympe Mancini